# Mana Otai

a Compétitions nationales et continentales officielles uniquement.

b Matchs officiels uniquement.
Dernière mise à jour le 5 juin 2021.
Kolo-Ki-Lakepa Manakaetau Filipe ʻOtai, plus connu sous le nom de Mana Otai, né le 21 septembre 1968, est un joueur de rugby à XV international tongien évoluant principalement au poste de troisième ligne. Après la fin de sa carrière de joueur, il se reconvertit comme entraîneur, et devient le sélectionneur des Tonga entre 2012 et 2015.

## Carrière de joueur
Mana Otai commence sa carrière de joueur en Nouvelle-Zélande, jouant avec la province de Manawatu en National Provincial Championship,. Il évolue avec cette province entre 1988 et 1994, disputant 71 matchs et inscrivant 12 essais. Il joue également avec les clubs amateurs de  Kia Toa et Massey University dans le championnat régional.
Parallèlement à sa carrière en club, il représente l'équipe de Nouvelle-Zélande des moins de 21 ans (en) en 1988. Il joue également avec la sélection universitaire néo-zélandaise en 1988 et 1989, ainsi que le New Zealand Divisional XV (en) entre 1991 et 1993. En 1994, il est sélectionné avec les All Blacks, mais ne dispute aucune rencontre.
En 1995, il décide de représenter son pays d'origine, les Tonga, et connaît sa première sélection le 11 février 1995 contre l'équipe du Japon à Nagoya. Il est sélectionné pour la deuxième fois une semaine plus tard, toujours face au Japon. Il est nommé capitaine de l'équipe dès ces deux premières sélections.
Dans la foulée de ces deux premiers matchs internationaux, il est retenu en tant que capitaine pour participer à la Coupe du monde 1995 en Afrique du Sud. Il est titulaire au poste de troisième ligne centre lors des trois rencontres disputées par son équipe. Son équipe est éliminée en phase de poule, après s'être inclinée lors des deux premières rencontres, face à la France et l'Écosse. Les Tonga remportent toutefois leur dernier match face à la Côte d'Ivoire, au cours duquel Otai marque un essai.
Otai termine ensuite sa carrière de joueur en Nouvelle-Zélande, disputant une saison avec North Harbour en 1996, puis une autre avec Auckland en 1999.

## Carrière d'entraîneur
Après l'arrêt de sa carrière de joueur, Mana Otai se reconvertit comme entraîneur, commençant par le club amateur de Te Papapa dans le championnat amateur de la région d'Auckland.
En septembre 2012, il est nommé sélectionneur de l'équipe des Tonga, signant un contrat de deux saisons avec la fédération tongienne,.
Son premier match à la tête de la sélection tongienne a lieu le 10 novembre 2012, à l'occasion d'un test-match face à l'Italie, que son équipe perd sur le score de 28 à 23. Il enchaîne ensuite avec une victoire face aux États-Unis, et surtout une victoire historique face à l'Écosse à Aberdeen,.
En 2013, les Tonga terminent à la troisième place de la Coupe des nations du Pacifique, avant de perdre toutes les rencontres de sa tournée européenne. L'année suivante, les Tongiens finissent derniers de leur conférence lors de la Coupe des nations du Pacifique 2014, après un match nul face aux Samoa et une défaite face aux Fidji,. 
En août 2014, il est annoncé que la fédération tongienne ne prolongera pas son contrat, qui arrive à terme,. Néanmoins, un mois plus tard, la fédération annonce finalement que le contrat d'Otai est prolongé, au moins pour la tournée d'automne en Asie et Europe. 
À l'occasion de cette tournée, son staff est ponctuellement renforcé par la présence de l'expérimenté Jake White, entraîneur champion du monde en 2007, qui occupe alors un rôle de conseiller technique. Après des résultats encourageants (deux victoires et trois matchs), le contrat d'Otai est prolongé jusqu'à la Coupe du monde 2015. L'année suivante, les Tonga terminent à la troisième place de la Coupe des nations du Pacifique 2015, après une victoire en petite finale face au Japon,.
Lors de la Coupe du monde 2015 en Angleterre, les Tonga sont placés dans la poule C et ambitionnent, malgré la présence de la Nouvelle-Zélande et l'Argentine, se qualifier pour les quarts-de-finale pour la première fois de leur histoire. Cet objectif est mis à mal dès leur premier match dans la compétition, après une défaite face à la Géorgie sur le score de 17 à 10. S'ensuit une victoire contre les modestes Namibiens, puis des défaites logiques contre les Argentins et les Néo-Zélandais. Les Tonga terminent alors à une décevante quatrième place de leur poule, manquant ainsi les phases finales, ainsi qu'une qualification automatique pour la prochaine compétition mondiale.
En décembre 2015, la fédération tongienne annonce que le contrat d'Otai ne sera pas renouvelé, et qu'il quitte ses fonctions à la fin du mois. Son successeur, Toutai Kefu, est nommé au mois de mai suivant.
En janvier 2017, après deux ans passés loin des terrains, il retrouve un poste d'entraîneur auprès de la province néo-zélandaise de Poverty Bay en Heartland Championship,,. Il reste deux saisons à la tête de cette équipe, avant de le quitter en décembre 2018.

## En club
- Vainqueur du National Provincial Championship en 1999 avec Auckland.

## En équipe nationale
- 5 sélections.
- 5 points (1 essai).
- Sélections par année : 5 en 1995.

En Coupe du monde :
- 1995 : 3 sélections, 2 comme titulaire (France, Écosse, Côte d'Ivoire)

## Statistiques d'entraîneur

### En équipe nationale
- 2012-2015 : Tonga

| Année | Sélection | Coupe du Pacifique             | Poste         | Coupe du Pacifique | Coupe du Monde              |
| ----- | --------- | ------------------------------ | ------------- | ------------------ | --------------------------- |
| 2012  | Tonga     | -                              | Sélectionneur | -                  | -                           |
| 2013  | Tonga     | Coupe des nations du Pacifique | Sélectionneur | 3e                 | -                           |
| 2014  | Tonga     | Coupe des nations du Pacifique | Sélectionneur | 3e (round robin)   | -                           |
| 2015  | Tonga     | Coupe des nations du Pacifique | Sélectionneur | 3e                 | Éliminé en poule (4e sur 5) |

Entre septembre 2012 et décembre 2015, Mana Otai dispute 24 matchs à la tête des Tonga (11 victoires, 1 nul et 12 défaites) avec un pourcentage de victoires de 46 %. Dans la Coupe des nations du Pacifique, il totalise 5 victoires, 1 nul et 4 défaites soit 50 % de victoires.